# Telegraphengleichung
Die Telegraphengleichung ist eine allgemeine Form der Wellengleichung. Sie ist eine partielle Differentialgleichung 2. Ordnung.

## Allgemeines
Die Telegraphengleichung ist eine partielle Differentialgleichung (bei {\displaystyle a>0} hyperbolisch, bei {\displaystyle a<0} elliptisch und bei {\displaystyle a=0} parabolisch) und lautet in der allgemeinen Form:
{\displaystyle \Delta {\vec {F}}=a\cdot {\frac {\partial ^{2}{\vec {F}}}{\partial t^{2}}}+b\cdot {\frac {\partial {\vec {F}}}{\partial t}}+c\cdot {\frac {\partial {\vec {F}}}{\partial x}}+d\cdot {\vec {F}}}.
Dabei ist {\displaystyle \Delta {\vec {F}}} der Laplace-Operator, in einer Orts-Dimension also {\displaystyle \Delta {\vec {F}}={\frac {\partial ^{2}{\vec {F}}}{\partial x^{2}}}}. Die Ableitung nach {\displaystyle x} steht hier stellvertretend für die Ableitung nach Ortskoordinaten. Statt eines Vektors kann auch ein Skalar {\displaystyle F} stehen.
In dieser Form ist sie eine Gleichung, die viele andere lineare partielle Differentialgleichungen der Physik als Spezialfälle enthält (Wellengleichung, Diffusionsgleichung, Helmholtz-Gleichung, Potentialgleichung).

## Telegraphengleichung mit a>0, b>0; c=d=0
Die Gleichungen sind allgemein vom Typ:
{\displaystyle \Delta {\vec {F}}=a{\frac {\partial ^{2}{\vec {F}}}{\partial t^{2}}}+b{\frac {\partial {\vec {F}}}{\partial t}}}
Der Vorfaktor {\displaystyle a} hat die Dimension eines inversen Geschwindigkeitsquadrats.
Zum Beispiel kann man mit den Materialgleichungen der Elektrodynamik die Maxwellgleichungen in ladungsfreien Raumgebieten umschreiben zu
{\displaystyle \Delta {\vec {E}}={\frac {\mu \varepsilon }{c^{2}}}{\frac {\partial ^{2}{\vec {E}}}{\partial t^{2}}}+\sigma \mu _{0}\mu {\frac {\partial {\vec {E}}}{\partial t}}}
und
{\displaystyle \Delta {\vec {H}}={\frac {\mu \varepsilon }{c^{2}}}{\frac {\partial ^{2}{\vec {H}}}{\partial t^{2}}}+\sigma \mu _{0}\mu {\frac {\partial {\vec {H}}}{\partial t}}}.
wobei {\displaystyle c^{2}={\frac {1}{\mu _{0}\,\varepsilon _{0}}}} (c der Lichtgeschwindigkeit im Vakuum) benutzt wurde.
Das sind Wellengleichungen für ein verlustbehaftetes Dielektrikum. Im Fall eines Isolators ist {\displaystyle \sigma =0} und die Maxwellgleichungen reduzieren sich zur (vektoriellen) Wellengleichung.

## Telegraphengleichung mit a>0; b=c=d=0
Die Gleichungen sind allgemein vom Typ der Wellengleichung:
{\displaystyle \Delta F=a{\frac {\partial ^{2}F}{\partial t^{2}}}}
Insbesondere erhält man die ursprünglich von Oliver Heaviside eingeführten Telegraphengleichungen für die Spannung {\displaystyle U} und dem Strom {\displaystyle I} in einer Doppelleitung mit Induktivität {\displaystyle L} und Kapazität {\displaystyle C} (Auf die Länge bezogen und im Allgemeinen ortsabhängig):
{\displaystyle {\frac {\partial ^{2}U}{\partial x^{2}}}=L\,C{\frac {\partial ^{2}U}{\partial t^{2}}}}
bzw.
{\displaystyle {\frac {\partial ^{2}I}{\partial x^{2}}}=L\,C{\frac {\partial ^{2}I}{\partial t^{2}}}}
wobei Leitungsverluste vernachlässigt wurden. Da {\displaystyle a=L\,C} breitet sich die Welle mit der Geschwindigkeit {\displaystyle {\frac {1}{\sqrt {(L\,C)}}}} aus.
Ein weiteres Beispiel sind die oben angegebenen Wellengleichungen des elektromagnetischen Feldes im Fall keiner Verluste ({\displaystyle \sigma =0} wie im freien Raum).